# 克里斯蒂娜·费尔南德斯·德基什内尔
克里斯蒂娜·伊丽莎白·费尔南德斯·德基什内尔（西班牙語：Máximo Kirchner，西班牙語發音：[kɾisˈtina eˈlisaβet feɾˈnandez ðe ˈkiɾʃneɾ] ⓘ；1953年2月19日—），阿根廷政治家，隶属正義黨。2019年至2023年期間曾任阿根廷副總統，並於2007年至2015年期間曾任阿根廷總統。其夫是已故前總统内斯托尔·基什内尔，故原為阿根廷第一夫人。她是阿根廷第二位女性总统（继伊莎贝尔·裴隆之后），也是阿根廷第一位由民主选举产生的女总统。他和丈夫内斯托尔·基什内尔的政治实践被称为“基什内尔主义”。

## 生平

### 早年
克里斯蒂娜·费尔南德斯·德基什内尔原名克里斯蒂娜·伊丽莎白·费尔南德斯·威廉，生于阿根廷布宜诺斯艾利斯省的省会拉普拉塔市的一个天主教中产阶级家庭，父亲是爱德华多·费尔南德斯（Eduardo Fernández），母亲是奥菲利娅·威廉（Ofelia Wilhem）。

### 从女博士到第一夫人

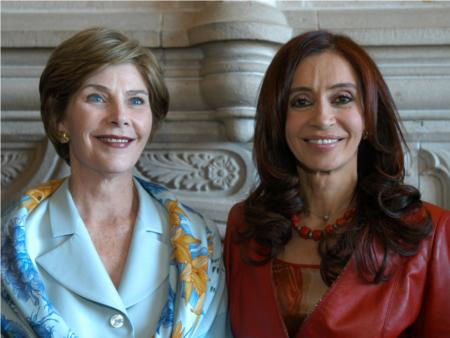
阿根廷第一夫人克里斯蒂娜（右）与美国第一夫人劳拉·布什（左）于2005年11月5日在马德普拉塔美洲国家首脑峰会间隙的合影

1970年代，克里斯蒂娜在拉普拉塔国立大学法学院学习法律，并于1979年获得法律博士学位。她在大学期间结识了她未来的丈夫内斯托尔·基什内尔，他们均就读于拉普拉塔大学，也都醉心于庇隆主义中的左倾理念，1975年3月9日結成連理。婚后克里斯蒂娜按西班牙语国家的传统在父姓后面冠上夫姓，称克里斯蒂娜·伊丽莎白·费尔南德斯·德·基什内尔。
1970年代，克里斯蒂娜加入正义党，并参加了该党“庇隆主义青年运动”，比她的丈夫更早地开始了政治生涯。
在国家民主化重建过程中，克里斯蒂娜和她的丈夫内斯托尔不参与政治，转而在圣克鲁斯省省会里奥加耶戈斯从事法律工作。1989年她重返政坛，被选为圣克鲁斯省省议员，并于1993年连任。
1995年她作为圣克鲁斯省的代表被选为阿根廷参议院议员，1997年成为阿根廷众议院议员，2001年再次赢得参议员席位。
克里斯蒂娜是其丈夫内斯托尔赢得2003年大选的主要功臣。当时，内斯托尔·基什内尔和前总统卡洛斯·梅内姆在第一轮选举（2003年4月27日）中的得票率居于前两位，但均未达到简单多数，双双进入第二轮投票。梅内姆前總統在最后关头，因面臨極大的潰敗(基什內尔民调领先40～50%)被迫退出了选举，使得基什内尔以最低的得票率（21.97%）自动当选为新一任总统。克里斯蒂娜则成为阿根廷第一夫人。

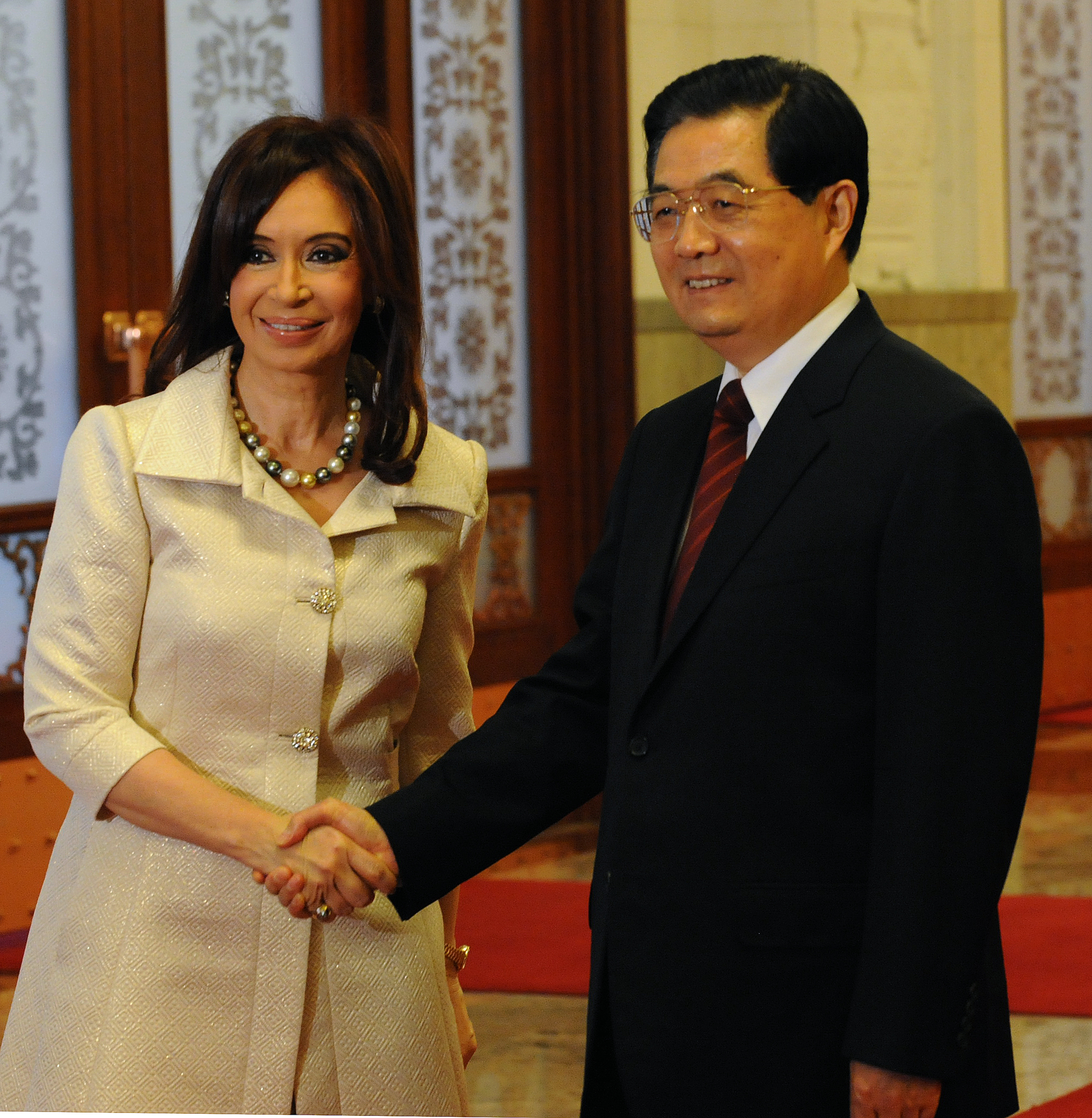
克里斯蒂娜和时任中华人民共和国主席胡錦濤在北京人民大會堂。

在内斯托尔·基什内尔当政期间，克里斯蒂娜成为其丈夫领导的阿根廷政府“巡回大使”。阿根廷政坛对她好斗的演说风格褒贬不一，出现了两极分化的评价，并把她与前阿根廷第一夫人爱娃·庇隆（即著名的贝隆夫人，别名艾薇塔）相提并论。虽然克里斯蒂娜再三强调她不是贝隆夫人，拒绝将自己与贝隆夫人作比较，但她也曾经在一次访谈中把她自己看成“与卷发的艾薇塔一样在麦克风前握紧拳头（这是贝隆夫人在公众场合演讲时的经典造型）”，但却不像自己母亲的时代的“不可思议的伊娃”那样“为妇女们带来工作和选举权”。
2005年10月23日在她的家乡布宜诺斯艾利斯省作为正义党胜利阵线的候选人参加议会选举，结果她以25%的极大优势领先前总统爱德华多·杜阿尔德的夫人伊尔达·冈萨雷斯·德·杜阿尔德（克里斯蒂娜的前任阿根廷第一夫人），在选举中名列票数榜首，成为代表该省的参议员，这也是她第三次当选参议员。

### 总统

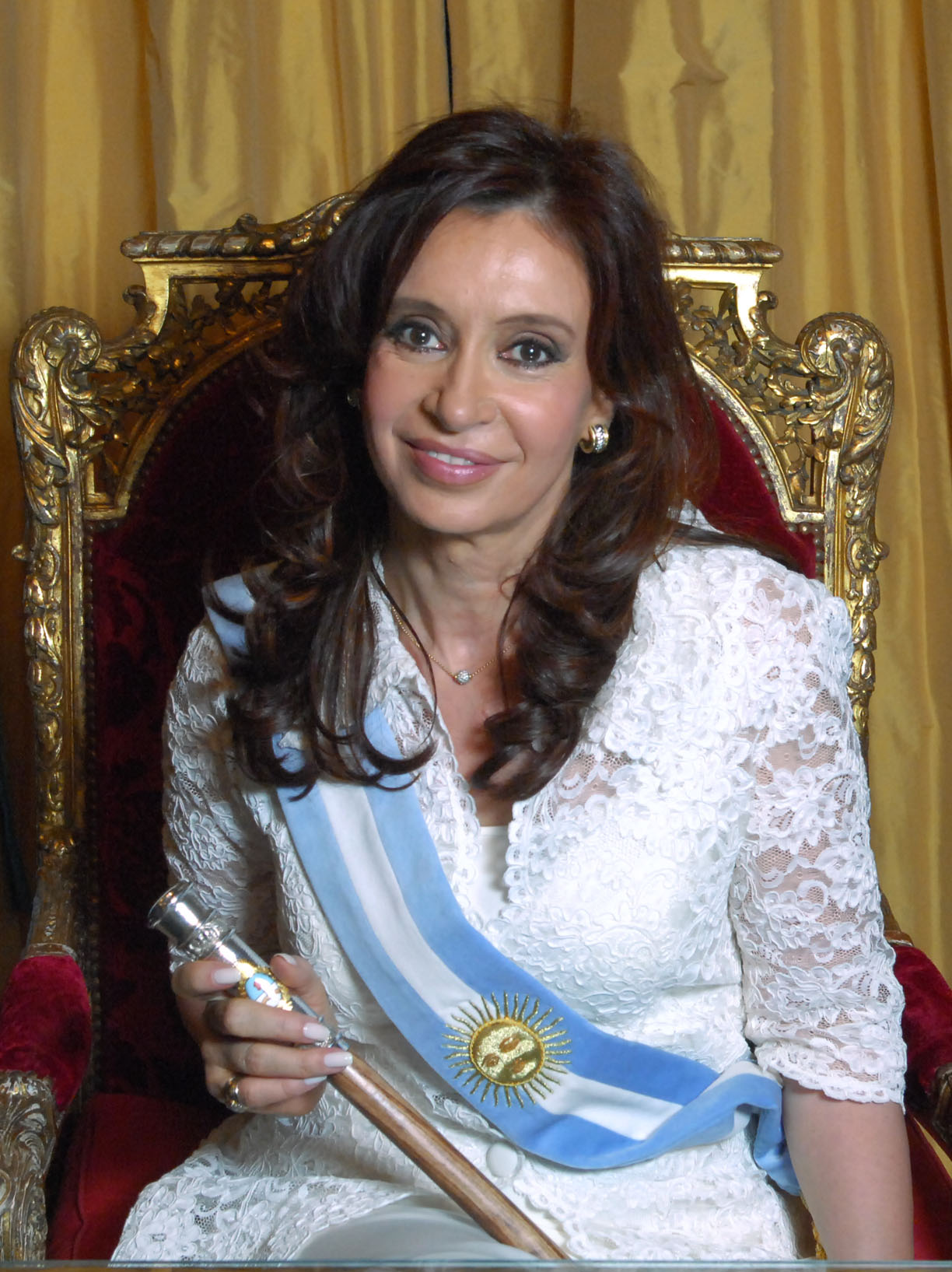
阿根廷總統府官方肖像。

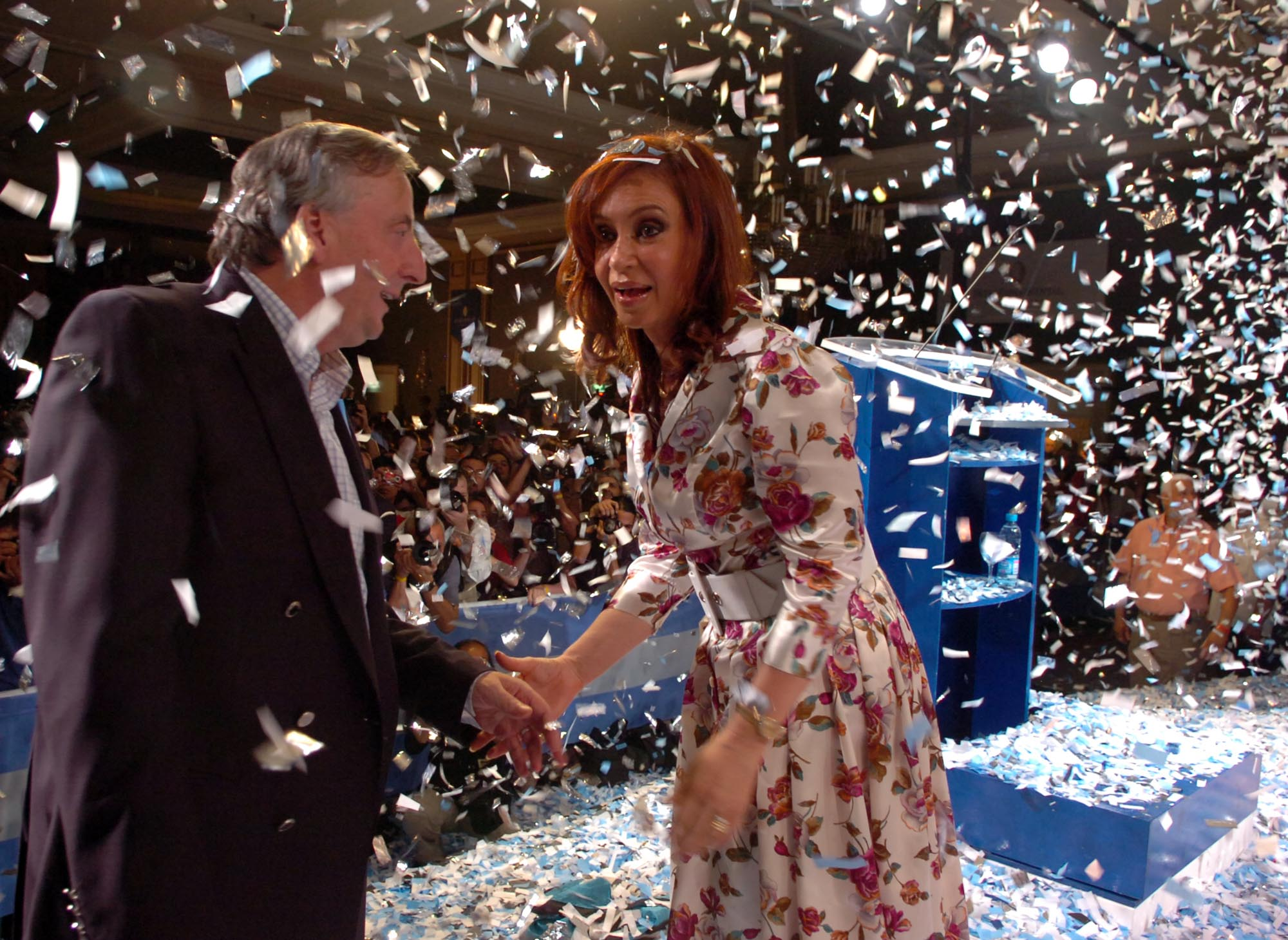
2007年10月28日，获胜后的克里斯蒂娜（右）与其丈夫、總統内斯托尔·基什内尔（左）在一起。

2007年7月，克里斯蒂娜被确认作為總統候選人代表中間偏左的执政党正义党－胜利阵线参加该年大选。
由于克里斯蒂娜的支持率在选前的各项民意调查中都遥遥领先，她的竞争对手们希望与她在第二轮决一雌雄，而不是在第一轮就败北。克里斯蒂娜如果想在第一轮就彻底击败对手，就需要有超过45%的得票率，或者得票率为40%且高于最接近的对手10个百分点。
最终，克里斯蒂娜在第一轮的得票率为44.7%，而其主要对手、中間派的公民联合候选人艾丽莎·卡里奥的得票率为23%、前经济部长、中間偏右罗伯托·拉瓦尼亚的得票率为17%。无论对于哪位竞争者，克里斯蒂娜的得票率都领先了超过15个百分点，这样她就不需要第二轮选举，毫无悬念地成功当选阿根廷新一任总统，是自伊莎贝尔·庇隆以来阿根廷的第二位女总统，也是第一位由民主选举产生的女总统。
克里斯蒂娜得票率高于第二位的卡里奥近22个百分点，这也是1983年阿根廷恢復民主政治以来在总统大选中出现的最大的差距。克里斯蒂娜在城郊的工人阶级和乡下的贫苦农民阶级中很受欢迎，而卡里奥则获得了更多的城市中产阶级的支持。不过值得注意的是，克里斯蒂娜在阿根廷三个最大城市（即布宜诺斯艾利斯、科尔多瓦和罗萨里奥）的选区都败选了，尽管如此，她在其他大多数地方、包括如第四大城市门多萨、圣米格尔-德图库曼等大省会的选举中都获胜了，所以依然赢得了大选。
克里斯蒂娜於2007年12月10日就職，開始4年的總統第一個任期。她将面对通货膨胀、要求更高收入联盟、关键领域的私人投资、制度可信性缺乏（比如围绕着阿根廷国家统计局的争论）、公用事业公司要求获得提高收费许可、向私营部门提供廉价信贷的可行性低、以及即将到来的与巴黎俱乐部关于阿根廷偿还外国欠款的谈判等诸多问题，加上其夫、前總統内斯托尔·基什内尔仍維持較大影響力，他以「第一先生」身份繼續掌權。
2010年10月27日，其夫、前總統基什內爾在阿根廷聖克魯斯省埃尔卡拉法特的何塞·福爾門蒂醫院（hospital José Formenti）過世，死於心臟病，當天正舉辦人口普查，事件對克里斯蒂娜及執政正義黨－勝利陣线構成一定打擊，因為基什內爾本計劃於2011年再度競選總統。

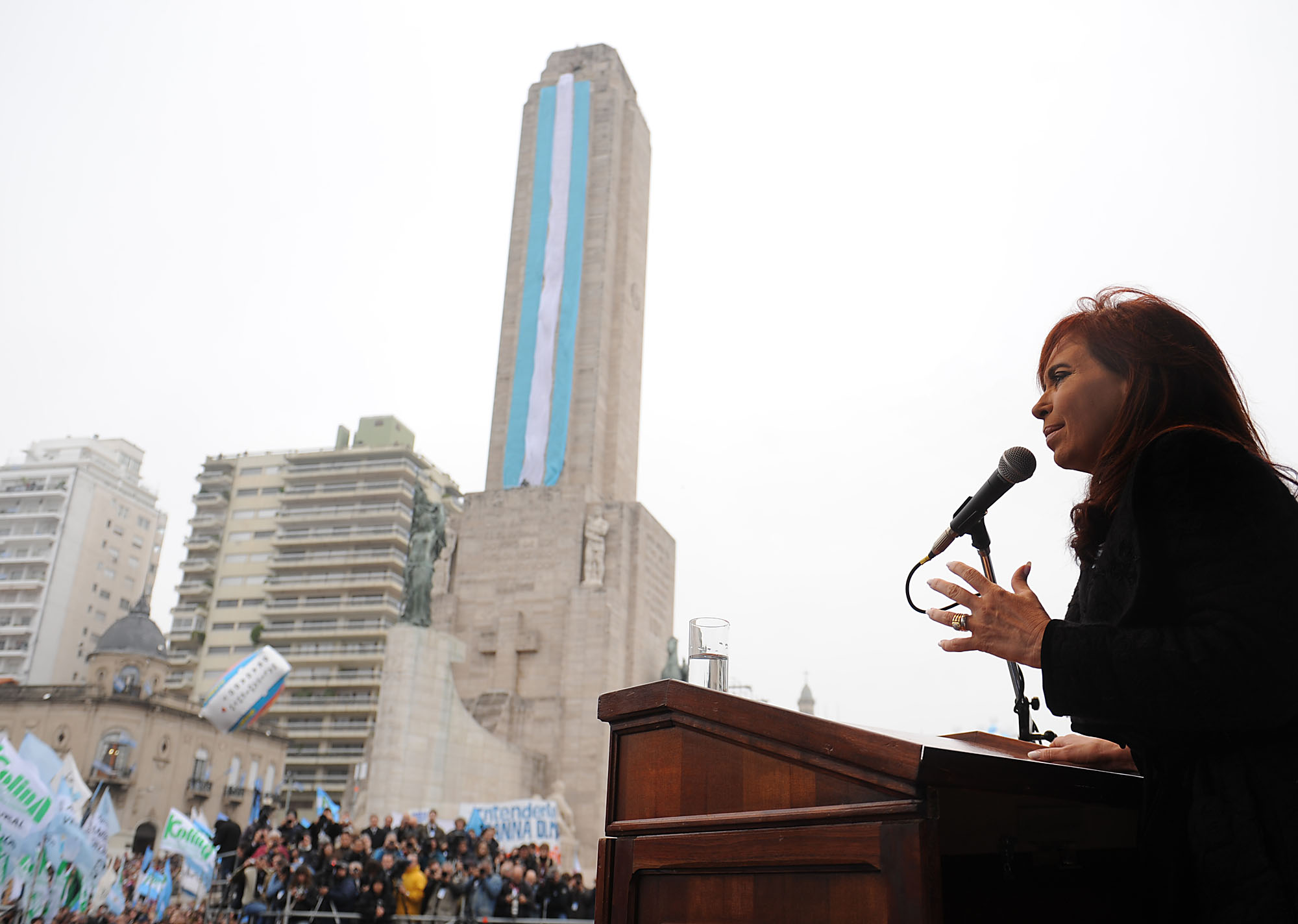
2011年的克里斯蒂娜

2011年，她再次代表執政正義黨－勝利陣线參加總統大選，這次選舉實行兩輪投票制，她於10月23日以54.1%的得票率成功連任。
2013年12月26日，在國會中期選舉執政黨失利後，正在休假中的阿根廷女總統克裡斯蒂娜·費爾南德斯通過國家通訊社宣佈，在卸任後，自己將不再參選擔任任何選舉職務。她表示，在2015年第二任總統任期結束後，自己將不會參加選舉，不再擔任通過任何選舉產生的職務。
2014年7月14日，阿根廷完成世界盃比賽後歸國。雖然不能奪得冠軍，但仍然有不少民衆凱旋迎接球隊歸國。雖然克里斯蒂娜因病並沒有出席世界盃決賽，但之後在發表演説時不但說對足球沒興趣，而且更表明未曾看過阿根廷任何一場比賽，因而惹來不少爭議。這番言論對阿根廷球員來說可以説是「一盤冷水照頭淋」。
2015年2月，克里斯蒂娜再次对中国进行国事访问，得到习近平接待。期间她在Twitter上发推嘲笑中国人发音，虽然中国官方媒体因新闻禁制而没有报导，但中国网友仍在微博等网站对她的指责声四起。
12月10日，因與在野黨共和倡議 - 變革陣線的總統當選人毛里西奧·馬克里在政權交接上談判破局，克里斯蒂娜·德基什內爾前總統拒絕出席在總統府玫瑰宮舉行的交接及宣誓儀式，是32年來首位拒絕出席總統交接儀式的前總統。

## 副总统
2019年10月27日，克里斯蒂娜在2019年阿根廷大選中胜出，当选阿根廷首任女性副总统。同年11月27日，克里斯蒂娜辞任向参议院辞去议员职务，由前外交部长豪尔赫·泰亚纳接任。
2022年8月22日，阿根廷一联邦检察官指控克里斯蒂娜在其担任总统期间于圣克鲁斯省的公共道路项目中谋取私利，要求判处其12年监禁并终身剥夺其担任公职的权利。當晚，阿根廷总统在其个人社交媒体账号上发文，表示支持克里斯蒂娜。

### 險遭暗殺
2022年9月1日晚，克里斯蒂娜在布宜諾斯艾利斯雷科萊塔的官邸前会見支持者时遭一名男子用手枪指脸。但由于手枪卡彈，克里斯蒂娜未中枪，男子随即被保安當場逮捕。
事件發生後，墨西哥、智利、委內瑞拉等拉美多國發表聲明予以譴責，並對克里斯蒂娜表示慰問。
阿根廷經濟部長塞爾吉奧·馬薩也在推特上譴責了企圖襲擊的男子。
2022年9月2日，阿根廷總統費爾南德斯在講話中表示，決定宣布9月2日為全國假日，以表達阿根廷人民對副總統的聲援。

## 貪腐案件定罪
2015年1月，负责调查1994年阿根廷-以色列互助协会爆炸事件的前检察官阿尔韦托·尼斯曼公开指控克里斯蒂娜干预案件调查，还和伊朗签订理解备忘录，表示会让犯案的伊朗人得到赦免。然而在阿根廷众议院举行听证会的前一天，尼斯曼在家中离奇死亡，法庭其后也驳回了尼斯曼提出的申诉。尽管如此，联邦刑事法庭法官克劳迪奥·博纳迪奥还是于2017年就此事指控克里斯蒂娜犯“叛国罪”，并发出逮捕令，惟克里斯蒂娜是国家参议院的议员，享有议会特权，相关指控随即获撤销。
2016年12月27日，克里斯蒂被控腐败罪名。她被指涉嫌帮助一名与其关系要好的商人从政府合同中获利。
2018年3月，克里斯蒂娜因存在腐败问题被移送至法院处理。据称，克里斯蒂娜在任总统期间接受企业贿赂，以此出让公共工程的承包合同。2018年9月17日，又有一名法官起诉克里斯蒂娜，指控其涉嫌主导一系列腐败计谋，收取商人贿赂，出卖公共工程合同。截至2019年，克里斯蒂娜共有十几個腐败案件在身。2020年9月30日，联邦刑事上诉法院对克里斯蒂娜·费尔南德斯·德基什内尔的腐败案件进行审判，宣布不受理对克里斯蒂娜的举报。
2022年12月，阿根廷原訟法庭裁定克里斯蒂娜對非常規公共工程合約「欺詐性管理罪」的罪名成立，判處6年監禁、終身不得從政。但由於克里斯蒂娜有副總統職務在身，可以不用服刑，而且也享有上訴權利。2025年6月10日，阿根廷最高法院驳回克里斯蒂娜的上诉，维持原判，三審定讞，並終身褫奪公權，不得參選及擔任公職。。

## 个人生活
克里斯蒂娜和内斯托尔·基什内尔育有一子一女：兒子马克西莫·基什内尔（1977年生）；女兒弗洛伦西娅·基什内尔（1990年生）。内斯托尔·基什内尔在2010年因突發心臟病去世。